# (17651) Tajimi
(17651) Tajimi est un astéroïde de la ceinture principale.

## Description
(17651) Tajimi est un astéroïde de la ceinture principale. Il fut découvert le 3 novembre 1996 à Tajimi par Takashi Mizuno et Toshimasa Furuta. Il présente une orbite caractérisée par un demi-grand axe de 2,45 UA, une excentricité de 0,10 et une inclinaison de 7,1° par rapport à l'écliptique.

## Compléments